# Sinteza
Sinteza, priprava (kemijsko definiranje) snovi iz preprostejših (vhodnih) snovi. Lahko poteka v več stopnjah in pogosto vključuje tudi izolacijo vmesnih produktov.
Kemijska reakcija, s katero iz elementov ali enostavnejših spojin dobimo bolj kompleksne, npr. amonijak iz dušika in vodika. Sinteza kot biokemijska reakcija pomeni tudi razgradnja in nastanek makromolekul. Odličen primer za sintezo je fotosinteza. Že samo ime fotoSINTEZA nam pove da gre vsekakor za sintezo in ne biokemijsko analizo. Enačba fotosinteze je CO2 + H2O + sončna energija -> C6H12O6 + O2